# Costasiella usagi
Costasiella usagi is een slakkensoort uit de familie van de Limapontiidae. De wetenschappelijke naam van de soort is voor het eerst geldig gepubliceerd in 1993 door Ichikawa.